# Tempeh

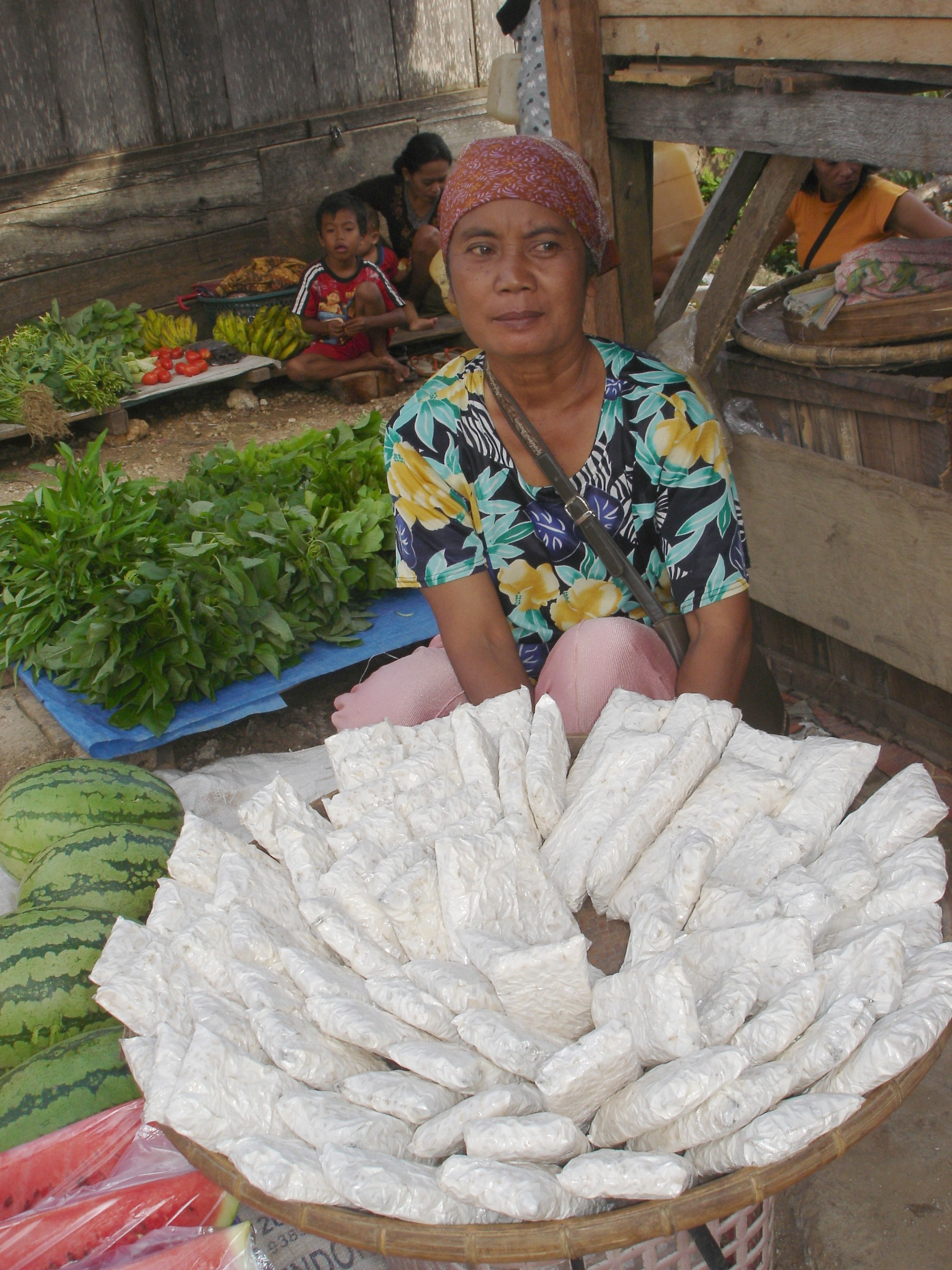
Försäljning av tempe på en traditionell marknad i Indonesien.

Tempe eller tempeh är en traditionell maträtt från Indonesien. Tempe framställs av kokta sojabönor där en mögelsvamp fått växa.

## Historia

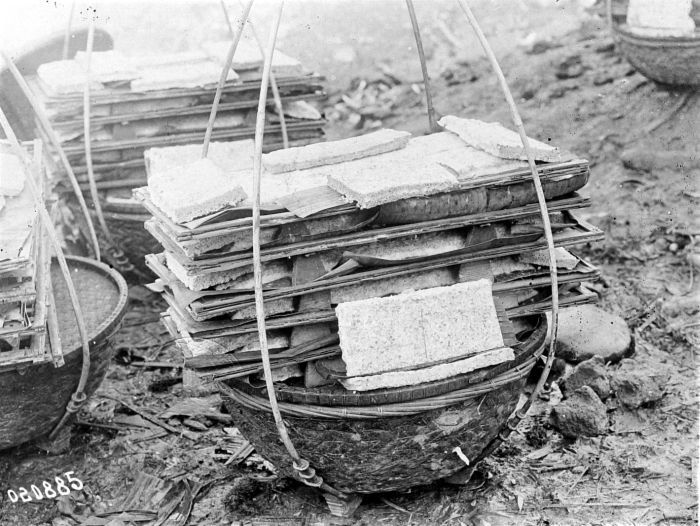
Bild från försäljning av tempe från tidigt 1900-tal.

Tempe har sitt ursprung i Indonesien, och då närmare bestämt till centrala och östra Java. Man beräknar att upptäckten och användningen av detta mycel startade för några hundra år sedan, eller kanske ända upp till något eller några tusen år sedan.
Namnets ursprung – tempe eller tempeh – anses komma från ordet tumpi i äldre javanesiska. Detta ord syftar i sin tur på en typ av ljus eller vit pannkaka gjord av sago- eller rismjöl och liknar dagens rempeyek. Historikern Denys Lombard  föreslår emellertid att ordet har sitt ursprung i ordet tape eller tapai som betyder jäsning.

## Karaktär och tillverkning
Tempe tillverkas vanligen av kokade sojabönor där ett svampmögel tillsatts. På en till två dagar bildas ett vitt mycel som binder samman bönorna till en fast massa, som pressas till vita kakor och vanligen friteras eller steks. Här används då en speciell form av mögelsvamp, Rhizopus oligosporus, som i engelskspråkiga sammanhang saluförs som Tempeh starter.
Tempe är en populär maträtt på ön Java, där den också är en viktig och relativt billig proteinkälla. Precis som tofu är tempe gjort av sojabönor, men här används hela sojabönor och produkten har ett annat näringsinnehåll och en helt annan textur och smak. Som bas för tempe kan man förutom sojabönor använda andra baljväxter (till exempel gula- eller gröna ärtor, mungbönor, bruna eller svarta bönor, linser, sötlupin), nötter eller sädesslag som vete eller ris.
I Sverige sker utveckling av spannmålstempe. Här har sojabönorna blivit ersatta med korn eller havre.

## Se även

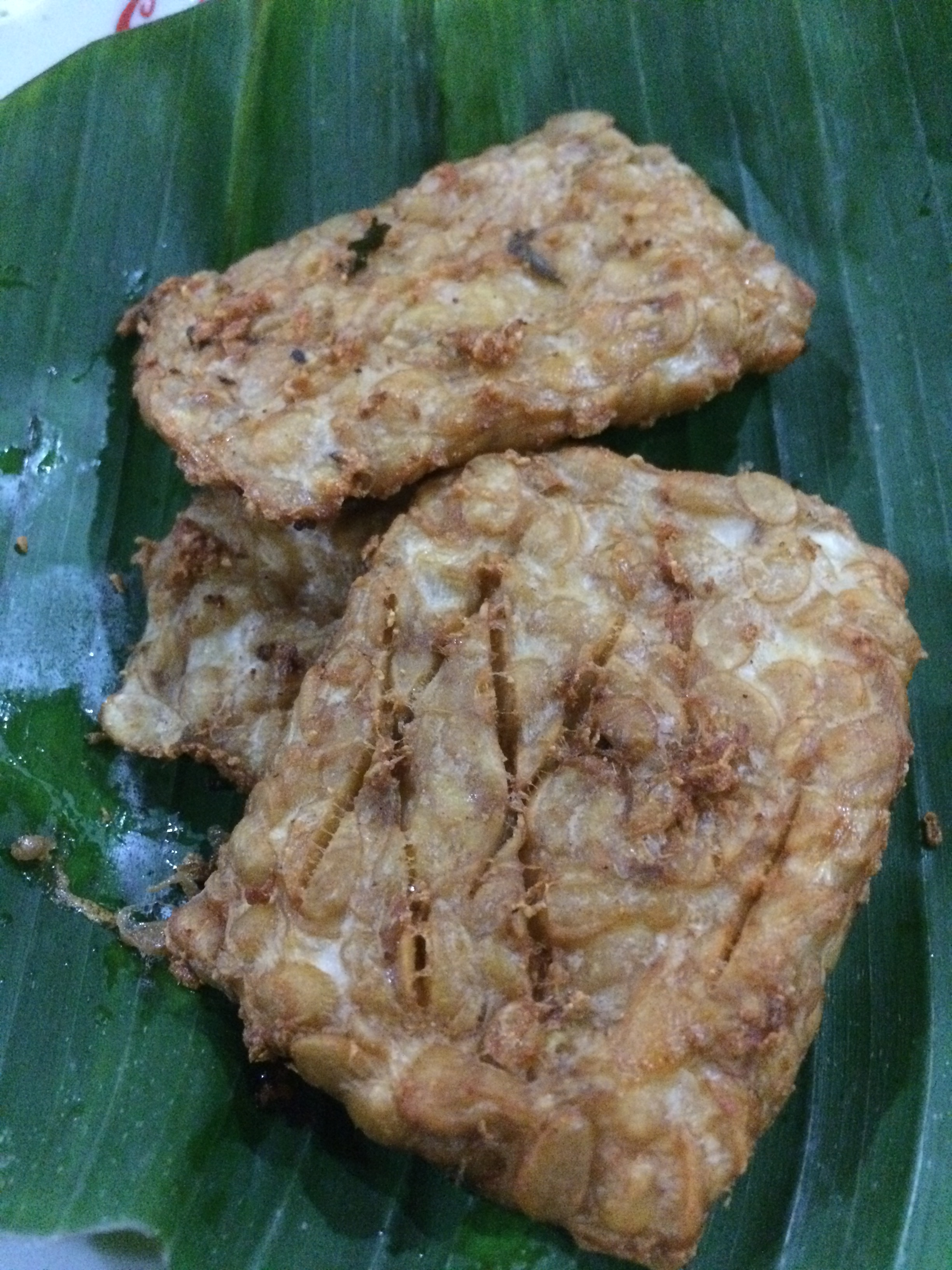
Tillagad tempe mendoan